# Luigi Maria Bilio
Luigi Maria Bilio, al secolo Tommaso Francesco, (Alessandria, 25 marzo 1826 – Roma, 30 gennaio 1884), è stato un cardinale italiano.

## Biografia
Nacque ad Alessandria il 25 marzo 1826.
La madre, poverissima, vendeva ortaggi in un androne di piazzetta della Lega, nel centro alessandrino. Rimase orfano di padre a sette anni ed era maltrattato dal patrigno.
Veniva aiutato da un calzolaio, Carlo Mathis, già amico del padre, che lo mandò a studiare presso i padri barnabiti del convento attiguo alla chiesa di Sant'Alessandro.
Entrò nell'ordine dei Chierici regolari di San Paolo nel 1842 e nel 1849 fu ordinato sacerdote a Vercelli.
Fu assegnato alla comunità barnabita della chiesa di San Carlo ai Catinari, presso cui insegnò filosofia, teologia e diritto canonico. Nel 1864 fu nominato consultore della Congregazione dell'Universale Inquisizione: ebbe un ruolo importante nella preparazione del Sillabo e dell'enciclica Quanta cura.
Papa Pio IX lo elevò al rango di cardinale nel concistoro del 22 giugno 1866 e fino alla nomina del cardinale Raffaele Monaco La Valletta è stato il porporato italiano più giovane. Già prete del titolo di San Lorenzo in Panisperna, nel 1873 gli fu assegnata la sede suburbicaria di Sabina e il 12 gennaio 1874 fu consacrato vescovo dallo stesso pontefice.
Partecipò al Concilio Vaticano I e presiedette alcune fasi.
Fu prefetto delle Congregazione dei riti e per le indulgenze e le reliquie.
Prese parte al conclave del 1878 ricevendo numerosi suffragi, ma fu eletto papa Gioacchino Pecci che prese il nome di Leone XIII.
Nel gennaio 1883 fu nominato segretario della congregazione dell'Universale Inquisizione.
Morì il 30 gennaio 1884, all'età di 57 anni.

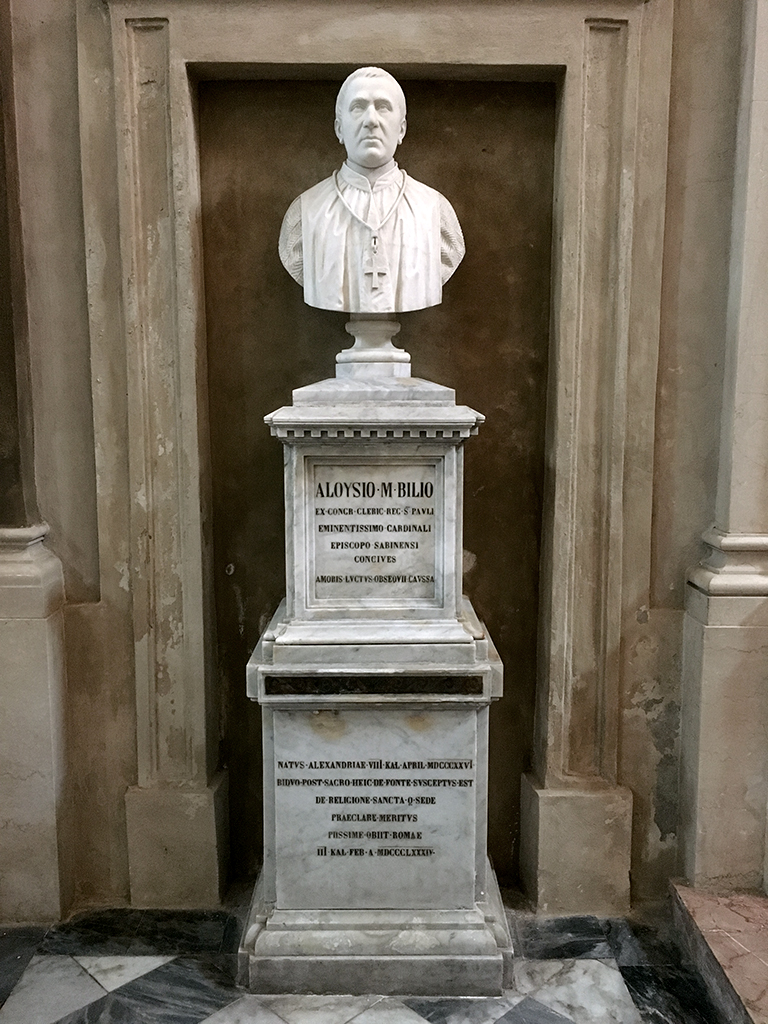
Busto marmoreo del cardinale Bilio conservato presso la Cattedrale di Alessandria

## Genealogia episcopale e successione apostolica
La genealogia episcopale è:
- Cardinale Scipione Rebiba
- Cardinale Giulio Antonio Santori
- Cardinale Girolamo Bernerio, O.P.
- Arcivescovo Galeazzo Sanvitale
- Cardinale Ludovico Ludovisi
- Cardinale Luigi Caetani
- Cardinale Ulderico Carpegna
- Cardinale Paluzzo Paluzzi Altieri degli Albertoni
- Papa Benedetto XIII
- Papa Benedetto XIV
- Cardinale Enrico Enriquez
- Arcivescovo Manuel Quintano Bonifaz
- Cardinale Buenaventura Córdoba Espinosa de la Cerda
- Cardinale Giuseppe Maria Doria Pamphilj
- Papa Pio VIII
- Papa Pio IX
- Cardinale Luigi Maria Bilio, B.

La successione apostolica è:
- Arcivescovo Leopoldo Ruggiero (1877)
- Arcivescovo Vincenzo Maria Sarnelli (1879)
- Vescovo Luigi Carvelli (1879)
- Vescovo Placido Petacci (1879)
- Vescovo Giovanni Battista Porrati (1880)
- Vescovo Peregrini Tofoni (1880)
- Vescovo Juan Estévanes y Seminario, O.F.M.Disc. (1880)
- Vescovo Remigio Pacini (1880)
- Vescovo Ignazio Bartoli (1880)
- Vescovo Vincenzo Anivitti (1880)
- Vescovo Anacleto Chicaro, O.F.M.Obs. (1881)
- Vescovo Giovanni Maria Strocchi (1882)
- Vescovo Luciano Saracani, O.F.M.Obs. (1882)
- Arcivescovo Cesare Sambucetti (1882)
- Vescovo Lodovico Leonardi (1882)
- Vescovo Alessandro Chiaruzzi (1882)
- Vescovo Antonio Maria Saeli, C.SS.R. (1882)
- Vescovo Giovanni Andrea Miotti (1882)
- Vescovo Eugenio Clari (1882)
- Vescovo Domenico Daniele Tempesta, O.F.M.Ref. (1882)
- Arcivescovo Donato Velluti Zati di San Clemente (1883)
- Arcivescovo Macario Sorini (1883)
- Vescovo Carlo Caputo (1883)
- Vescovo Bernardo Gaetani d'Aragona, O.S.B. (1883)
- Vescovo Bernardo Antonio De Riso, O.S.B. (1883)